# Mezzegra
Mezzegra est une ancienne commune de la province de Côme dans la région Lombardie en Italie. Elle a fusionné avec  Lenno, Ossuccio et Tremezzo depuis le 25 mai 2014 pour former la commune de Tremezzina.
La commune est le lieu d'exécution de Benito Mussolini et de sa maîtresse Clara Petacci le 28 avril 1945.

## Administration
| Période                                  | Période  | Identité        | Étiquette | Qualité |
| ---------------------------------------- | -------- | --------------- | --------- | ------- |
| 8 juin 2009                              | En cours | Claudia Lingeri |           |         |
| Les données manquantes sont à compléter. |          |                 |           |         |

### Hameaux
Bonzanigo, Azzano, Giulino, Pola, Ganzo, Portezza.

### Communes limitrophes
Grandola ed Uniti, Lenno, Tremezzo.